# Huvinakatte, Gubbi
Huvinakatte là một làng thuộc tehsil Gubbi, huyện Tumkur, bang Karnataka, Ấn Độ.